# Emission (värdepapper)
Emission är utgivning av finansiella instrument, till exempel aktier.

## Nyemission
En nyemission är när ett bolag ger ut nya aktier. Ett aktiebolag som har 1 000 000 utestående aktier kan till exempel besluta att nyemittera 100 000 aktier och därefter ha 1 100 000 utestående aktier. Kvotvärdet per aktie är samma som tidigare, men aktiekapitalet ökar eftersom det finns fler utestående aktier. Det vanligaste vid en nyemission är att man tar in extra kapital förutom aktiekapitalet. Detta hamnar då i den s.k överkursfonden, som kan användas för att täcka upp kommande förluster under till exempel en uppbyggnadsfas.
Vid en nyemission uppstår så kallad utspädning, vilket betyder att en aktie efter en nyemission representerar en mindre andel av bolaget än före emissionen.
Innan de nya aktierna emitteras tilldelas befintliga aktieägare så kallade teckningsrätter som sedan kan lösas in mot nya aktier i bolaget mot överenskommen betalning.

## Fondemission
Ett aktiebolag som har en upparbetad vinst (fritt eget kapital) kan omvandla denna till aktiekapital genom att göra en fondemission. Antingen ger bolaget inte ut några nya aktier, men de aktier som finns får ett högre kvotvärde, då ju aktiekapitalet ökar, eller så emitteras nya aktier, som då får ett lägre kvotvärde - värdet på aktieinnehavet är oförändrat, eftersom ägaren nu innehar motsvarande antal fler aktier. På detta sätt binder man kapital hårdare i företaget vilket ökar stabiliteten. Detta görs typiskt sett när ett bolag växer och behöver bli ekonomiskt mer stabilt, till exempel inför en börsnotering eller när större lån  skall tas upp.
Vid en fondemission sker ingen utspädning.

## Apportemission
En apportemission liknar en nyemission, men aktierna betalas inte med pengar utan med något annat - ofta andra aktier. Men det går också att teckna aktierna med till exempel maskiner eller annan utrustning.

## Kvittningsemission
En kvittningsemission liknar också en nyemission, men här kvittar man bort skulder istället för att betala aktier med nya pengar. Detta är ett vanligt förfarande för bolag som till exempel tagit upp lån från andra bolag men inte klarar att betala tillbaka dem inom avtalad period.

## Split
En split innebär att man delar antalet aktier i flera mindre delar, varpå varje akties kvotvärde också sjunker med motsvarande del. En "split 1000:1" betyder då att man får 1000 nya aktier mot 1 gammal och att var och en av de nya aktierna då representerar 1/1000-del av kvotvärdet hos den gamla aktien. De nya aktiernas sammanlagda värde är lika stort som den gamla aktien, det vill säga spliten förändrar inte värdet på innehavet.
Bolag använder sig oftast av split för att varje enskild akties värde skall vara hanterbart, oftast i fråga om handel. En aktie med en börskurs på kanske 10.000 kronor blir väldigt svår att omsätta på börsen, då många kanske bara skulle vilja köpa för ett par tusen kronor. Om man då istället gör en split 1000:1 så kommer den nya aktiens kurs att vara 10 kronor, vilket är enklare att handla med och detta gör troligen aktien mer likvid, det vill säga omsättningen av aktien på börsen ökar och värdet blir därmed mer stabilt och rättvisande.
Motsatsen till split kallas omvänd split eller sammanläggning och har motsvarande effekt. Om ett bolags värde har minskat så mycket att börskursen ligger på en bråkdel av en krona kan en omvänd split göra att bolagets aktievärde går att överblicka på ett tydligare sätt eftersom varje aktie representerar en mer lagom del av bolaget och likviditeten i aktien kan därmed öka och dess värde bli mer stabilt.

## Insatsemission
En insatsemission i en ekonomisk förening innebär att det sker en överföring av utdelningsbara medel från fritt eget kapital till ej utdelningsbara medel i bundet eget kapital och en insatsemission är därför motsvarigheten till en fondemission i ett aktiebolag. Detta är en form av rekapitalisering av en ekonomisk förenings vinster som därmed ökar andelarnas värde istället för medlemsåterbäring, något som förekommer ex i lantbrukskooperationer. 